# Seth & Alex's Almost Live Comedy Show
Seth's & Alex's Almost Live Comedy es un programa especial cómico de sketches emitido el 8 de noviembre de 2009 en FOX. El especial estaba presentado por Seth MacFarlane y Alex Borstein, el programa estuvo acompañado por la emisión de dos episodios de Padre de familia y uno de American Dad y The Cleveland Show.

## Argumento
El programa, de media hora de duración incluye actuaciones y doblajes en directo de ambos actores y sus respectivos personajes (Peter y Lois) de la serie además de la animación original, actuaciones en directo de los números musicales memorables de la serie como de la actuación de celebridades invitadas al programa.

### Contenido
- El programa abre con una interpretación en directo del tema de inicio de Padre de familia
- MacFarlane presenta al público a Walter Murphy y su orquesta quienes tocan un hilo de música ambiente de la serie.
- Tras sonar en la música la transición animada, la escena lleva a la casa de los Griffin, donde Peter pregunta a cada miembro de la familia, con que celebridad se acostarían.
- A continuación, Seth interpreta la canción Edelweiss, pero es interrumpido constantemente por Borstein, lo cual incomoda al actor y presentador, finalmente los dos se unen a dúo.
- MacFarlane y Borstein realizan varios sketches en los que imitan a un actor de Hollywood, los cuales se presentan a varios cástines de películas:

- - Beatrice Arthur en Showgirls.
  - Gregory Peck en Transformers.
  - Kathy Griffin en The Piano.
  - El León Cobarde en United 93.
  - Renée Zellweger en Independence Day.
  - La Rana Gustavo en Philadelphia.

- Stewie presenta un tráiler de la película Sherlock Holmes
- Seth y Alex reinterpretan la escena de I Dream of Jesus donde Marlee Matlin hace una llamada telefónica.
- Actuación de Borstein de Poker Face de Lady Gaga con la voz de Marlee Matlin, la mismísima Matlin sube al escenario, a continuación ella hace mofa de Borstein.
- Borstein después cuenta de manera inaudible (por cuestiones de corrección política) un chiste sobre un violador, a lo que el pianista ríe.
- Stewie presenta un tráiler de Ninja Assassin.
- MacFarlane y Seth presentan un clip animado de un piloto fallido de la FOX titulado Hill Street Jews.
- MacFarlane canta un tema de inicio contradictorio y carente de sentido de la fallida serie de FOX, Cal Johnson (interpretado por Patrick Warburton).
- Seth y Alex juegan a un juego para promover The Cleveland Show en el que cada vez que suelten un taco, en vez de sonar un "beep" se oiga a Cleveland mencionando su nombre.
- Seth concluye cantando un medley de algunos de los temas musicales de Padre de familia: Shipoopi, Rocket Man y Surfin Bird.

## Reparto
- Seth MacFarlane
- Alex Borstein
- Patrick Warburton
- Walter Murphy
- Marlee Matlin
- John Viener
- Mila Kunis
- Mike Henry
- Mike Barker
- Adam West

## Patrocinio
El programa se emitió sin cortes publicitarios. Originalmente iba a realizarse un único anuncio del patrocinador del programa, Microsoft para anunciar Windows 7 a lo largo de varios sketches animados a lo largo de la emisión. Sin embargo y tras ver el programa, la compañía dio marcha atrás y declinó patrocinar el programa debido a su contenido. Más tarde, Warner Bros. se ofreció a patrocinar el especial emitiendo dos cortes para promocionar las películas, Sherlock Holmes y Ninja Assassin. Todas las menciones que se iban a hacer de Microsoft y Windows 7 fueron relegadas al final (tan solo en una aparición de Adam West)

## Recepción
A pesar de las malas críticas por parte de la crítica,[cita requerida] el programa fue visto en 6,6 millones de hogares, ocupando el tercer puesto del share en el horario de noche de la FOX, después de los episodios de Padre de familia, Brian's Got a Brand New Bag y Hannah Banana.